# Thung lũng Tualatin

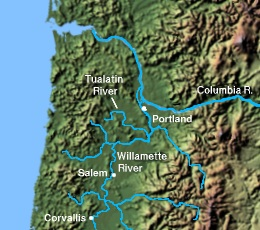
Sông Tualatin

Thung lũng Tualatin là một vùng nông nghiệp ngoại ô nằm về phía tây nam của Thành phố Portland tiểu bang Oregon, Hoa Kỳ. Thung lũng này được hình thành bởi Sông Tualatin ngoằn ngoèo. Con sông này là một nhánh của Sông Willamette ở gốc tây bắc của Thung lũng Willamette, phía đông của Dãy núi Duyên hải Bắc Oregon. Phần lớn thung lũng nằm trong Quận Washington, ngăn cách với Portland bởi Dãy núi Tualatin. Các cộng đồng trong Thung lũng Tualatin gồm có Forest Grove, Cornelius, Hillsboro, Aloha, Beaverton, Sherwood, Tigard, và Tualatin.

## Lịch sử
Vào đầu thế kỷ 19, thung lũng này có người Atfalati sinh sống. Họ là nhóm người sinh sống bằng nghề săn bắn và thu lợm trái cây, nói thổ ngữ Bắc Kalapuyan. Giữa thế kỷ 19, người Atfalati sống trong một số ngôi làng trong thung lũng trong đó có Chakeipi (nghĩa là "vùng đất hải ly" và những người da trắng định cư tại đây dịch thành "Beaver Dam" nghĩa tiếng Việt là "Đập Hải ly"). Thung lũng này là một trong những vùng nông nghiệp được định cư xưa nhất của Oregon trong thập niên 1840. Mùa xuân năm 1847, Lawrence Hall điền đơn xin chủ quyền đất đầu tiên gồm có 640 mẫu Anh (2,6 km²) tại Beaver Dam (sau này trở thành Beaverton) và xây dựng nhà máy gỗ đầu tiên trong thung lũng. Năm 1849 Thomas Hicklin Denney cùng vợ Berrilla xây nhà máy cưa gỗ đầu tiên trong vùng Beaverton đưa đến một sự bùng nổ ngành công lâm nghiệp.
Các dân định cư xưa kia gọi thung lũng này là "Đồng bằng Twality". Vì thiếu đường sá nối liền phần thượng của thung lũng với Sông Willamette nên nó trở thành một trở ngại đối với những người định cư khi xưa. Năm 1850, Lãnh thổ Oregon thành lập Công ty Xây dựng Lộ ván Thung lũng Portland-Tualatin để xây một con đường ván qua những ngọn đồi Tualatin nối Portland với Beaverton. Con đường được hoàn thành năm 1860 sau một số bất lợi về tài chánh. Theo sử gia Oregon là Stewart Holbrook, việc xây dựng con đường ván này là một sự kiện có tính quyết định cho phép Portland vượt qua mặt đối thủ của nó là Oregon City để trở thành một trung tâm kinh tế của lãnh thổ. Đường sắt được nối liền vào trong thung lũng vào năm 1868.
Sự phát triển nông nghiệp trong thung lũng dần dần bị hạn chế trong giữa thế kỷ 20 vì nhu cầu tưới tiêu. Năm 1966 Cục quản lý nguồn nước Hoa Kỳ xây dựng Dự án Tualatin đưa nước đến nhiều phần của thung lũng. Đó là dự án liên bang cuối cùng về nguồn nước tại Tây Bắc Thái Bình Dương. 

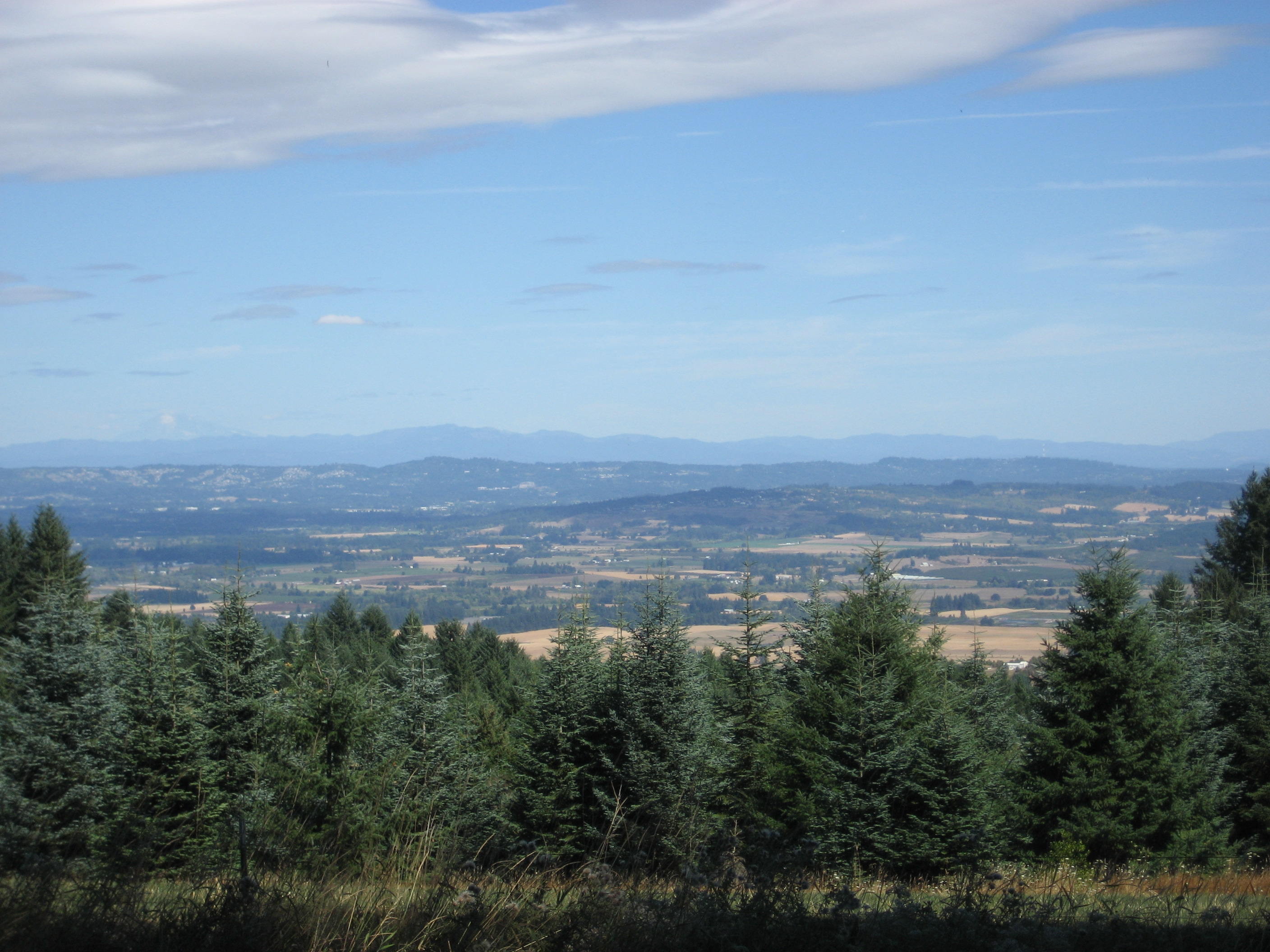
Thung lũng Tualatin nhìn từ Điểm ngắm cảnh Tiểu bang Bald Peak.

Trong nữa cuối thế kỷ 20, thung lũng trở nên ngày càng đô thị hóa và bây giờ hình thành một khu vực văn hóa đặc trưng đối đầu với chính Portland về ảnh hưởng kinh tế và chính trị. Các cộng đồng dân cư dọc theo Xa lộ Thung lũng Tualatin (hậu thân của con đường ván khi xưa) đã hình thành một hành lang đô thị kéo dài từ phía tây Beaverton. Beaverton nổi tiếng vì có tổng hành dinh của Nike. Nike cùng với Intel tại Hillsboro là hạt nhân của ngành sản xuất trong thung lũng. Phần lớn thung lũng bây giờ nằm trong ranh giới phát triển đô thị của Portland. Đa số các cộng đồng trong thung lũng được công ty xe buýt và xe điện TriMet phục vụ. Năm 1998 hệ thống Xe điện MAX nối dài từ Portland đến tận Hillsboro.